# Eldvattnet
Eldvattnet är ett seriealbum om pälsjägaren Buddy Longway, utgivet i original 1979 och på svenska 1980. Svensk text av Sture Hegerfors.

## Handling
Några svartfotsindianer börjar försöka stjäla skinn från jägare och pälsjägare och Buddy Longway söker upp stammens ledare Springande Hästen för att fråga vad som står på. Springande Hästen är olycklig och uttrycker sig kryptiskt att tiderna förändras.
På väg tillbaka stöter han på två pälshandlare i färd med att byta till sig skinn mot alkohol hos ett antal svartfotsindianer som lämnat resten av stammen. Buddy blir upptäckt men kan med lätthet brotta ner den redlöst berusade Varghuvud, Springande Hästens son.
Buddy och resten av familjen reser till fortet för att köpa en ko, några höns och utsäde för att leva på något annat än jakt. När de kommer tillbaka väntar en spiknykter Varghuvud på dem och det är nu Varghuvud som med lätthet brottar ner Buddy. Varghuvud förstår vilken skada alkoholen gör, övertygar de övriga och återvänder till Springande Hästen.

## Återkommande karaktärer
- Cesar
- Nancy
- Jean Giraud
- Springande Hästen, svartfotsindian